# Winton Dean
Winton Dean (n. 18 martie 1916, Birkenhead - d. 19 decembrie 2013, Hambledon) a fost un muzicolog englez, celebru mai ales pentru activitatea sa de cercetător a vieții și operei lui Georg Friedrich Händel, în particular a operelor și oratoriilor acestuia.
Născut la Birkenhead și-a absolvit studiile la Harrow și mai apoi la Cambridge. 

## Publicații
- Dean, Winton (1959), Handel's Dramatic Oratorios and Masques, Oxford University Press
- Dean, Winton; Knapp, J Merrill (1987), Handel's operas: 1704–1726, Oxford University Press, ISBN 978-0-19-315219-9
- Dean, Winton (2006), Handel's Operas, 1726-1741, Boydell Press, ISBN 1-84383-268-2